# The Sepoy Rebellion
The Sepoy Rebellion è un film del 1912 interpretato da James Morrison. Del film non si conosce il regista. Venne prodotto dalla Vitagraph e distribuito dalla General Film Company. La rivolta dei sepoy, conosciuta anche come ammutinamento indiano, scoppiò nel 1857 e vide protagonista la fanteria indigena del British Indian Army (l'esercito coloniale britannico in India) contro il governo britannico dell'India.

## Produzione
Prodotto dalla Vitagraph Company of America

## Distribuzione
Il film fu distribuito dalla General Film Company.